# بطارية الفضة والكادميوم
بَطَّارِيَّةُ الْفِضَّةِ وَالكَادِمْيُوم أو خَليَّة الْفِضَّةِ وَالكَادِمْيُوم هِيَ نَوعٌ مِن البطَّارِيات القَابِلَة لإعادة الشَّحْنِ تَسْتَخدِمُ مَعدِنَ الكادميوم كطَرَفٍ سَالِب، وَأُوكسِيدِ الفِضَّة كطَرفٍ مُوجبٍ، وَتتضمَّن مَحْلُولِ إِلِكتِرُولِيتٍ مَائِي قَلَوِي. تنتج حَوَالَي 1.1 فُولتْ لِكُلِّ خَليَّة عِندَ التَّفرِيغ، وَحوالي 40 واط لِكُل كيلُوغرَام مِنْ كَثَافَةِ الطَّاقَةِ النَّوْعِيَّةِ. تَوَفَّرُ هَذهِ البَطَّارِيَّات طَاقَة أَكثر مِن خَلِيَّةِ النِّيكِلِ وَالْكَادْمْيُومِ (ذَاتِ وزن مُماثِل لهذه). لَهَا مُتَوَسِّط دَوْرَةِ حَيَاةٍ أَعلى مِنْ خَلَايَا الفِضَّة وَالزِّنكِ [الإنجليزية]، وَلَكِنَّ لها جُهْد طَرَفَي أَقَل وَكَثَافَةُ طَاقَةٍ أَقَل. وَمَعَ ذَلِكَ، فَإِنَّ التَّكْلِفَةَ الْعَالِيَةَ لِلْفِضَّةِ وَسُمِّيَّةَ الْكَادْمْيُومِ تُقَيِّدُ اسْتِخْدَامَاتِهَا.

## تاريخ
طَوَّر والديمار جانجنر [الإنجليزية] أولى بطاريات الفضة والكادميوم في حوالي عام 1900، حيث استخدمها في سيارة كهربائية تجريبية وصنعت شركته الخلايا تجاريًا. عانت هذه الخلايا الأصلية من قصر العمر، بسبب أنهُ لم يتم تطوير مادة فاصلة محسنة لمنع انتقال أكسيد الفضة داخل الخلية حتى عام 1941.